# Каратал (Айыртауский район)
Каратал (каз. Қаратал) — село в Айыртауском районе Северо-Казахстанской области Казахстана. Административный центр Каратальского сельского округа. Код КАТО — 593246100.

## Население
В 1999 году население села составляло 641 человек (326 мужчин и 315 женщин). По данным переписи 2009 года, в селе проживало 473 человека (238 мужчин и 235 женщин).

## Известные уроженцы
Хусаинов, Шахмет Хусаинович (1906—1972) — казахский драматург.